# Nymphes aperta
Nymphes aperta är en insektsart som beskrevs av Tim R. New 1982. Nymphes aperta ingår i släktet Nymphes och familjen Nymphidae. Inga underarter finns listade i Catalogue of Life.